# Chico Serra
Francisco "Chico" Serra, född 3 februari 1957 i São Paulo, är en brasiliansk racerförare.

## Racingkarriär
Serra var en förstklassig Formel Ford- och formel 3-förare som tävlingskörde i Storbritannien under 1970-talet. Han debuterade i formel 1 för Fittipaldi säsongen 1981 och fortsatte sedan 1982,  varefter stallet lades ner. Serras bästa placering var sjätteplatsen i Belgien 1982. Säsongen efter körde han fyra race för Arrows innan han återvände till Brasilien och började tävla i standardvagnar.

## F1-karriär
| Säsong | Stall/Tillverkare | Poäng | Placering |
| ------ | ----------------- | ----- | --------- |
| 1981   | Fittipaldi-Ford   | 0     | –         |
| 1982   | Fittipaldi-Ford   | 1     | 26        |
| 1983   | Arrows-Ford       | 0     | –         |